# Nivéole rose
Acis rosea
Espèce
La Nivéole rose (Acis rosea) est une espèce de plantes vivaces de la famille des Amaryllidacées.